# Liste der Schiffe der United States Navy/T

## T-Ta
- USS T-1 (SS-52/SF-1, SST-1)
- USS T-2 (SS-60/SF-2, SST-2)
- USS T-3 (SS-61)
- USS T. A. M. Craven (TB-10)
- USS T. A. Ward (1861)
- USS T. D. Horner (1859)
- USS Ta-Kiang (1862)
- USS Tabberer (DE-418)
- USS Tabora (AKA-45)
- USS Tackle (ARS-37)
- USS Tacloban (PG-22)
- USS Tacoma (1893, C-18, PF-3, PG-92)
- USS Taconic (LCC-17)
- USS Taconnet (YTB-417)
- USS Tacony (1863, SP-5)
- USS Tact (PG-98)
- USS Tadousac (Tug No. 22)
- USS Taganak (AG-45)
- USS Taghkanic (1864, nie gebaut)
- USS Tahchee (YN-43)
- USS Tahgayuta (1863, nie gebaut)
- USS Tahoma (1861, WPG-80)
- USS Takana (Id. No. 3039)
- USS Takanis Bay (CVE-89)
- USS Takelma (ATF-113)
- USS Takos (YTB-546)
- USS Talamanca (AF-15)
- USS Talbot (TB-15, DD-114, FFG-4)
- USS Talbot County (LST-1153)
- USS Talita (AKS-8)
- USS Talladega (APA/LPA-208)
- USS Tallahassee (BM-9, CL-61, CL-116)
- USS Tallahatchie (Tinclad Gunboat no. 46)
- USS Tallahatchie County (LST-1154)
- USS Tallahoma (1862)
- USS Tallapoosa (1863, )
- USS Tallulah (AOT-50)
- USS Talofa (SP-1016)
- USS Taluga (AO-62)
- USS Tamaha (YN-44)
- USS Tamalpais ()
- USS Tamaqua ()
- USS Tamaque ()
- USS Tamarack ()
- USS Tamaroa ()
- USS Tambor (SS-198)
- USS Tampa (, )
- USS Tampico ()
- USS Tanager (, )
- USS Tanamo ()
- USS Tananek Bay ()
- USS Tancred ()
- USS Taney (1834, CGC-68)
- USS Tang (SS-306, SS-563, SSN-805)
- USS Tangier (, )
- USS Tanguingui ()
- USS Taniwha ()
- USS Tanker H. Bliss ()
- USS Tanner (AGS-40)
- USS Tantalus ()
- USS Tapacola ()
- USS Taposa ()
- USS Tappahannock (AO-43)
- USS Tarantula (SS-12, SP-124)
- USS Tarawa (CV-40, LHA-1)
- USS Tarazed ()
- USS Tarbell (DD-142)
- USS Targeteer ()
- USS Tarpon (SS-14, SS-175)
- USS Tarrant ()
- USS Tarrytown ()
- USS Tartar ()
- USS Tasco ()
- USS Tatarrax ()
- USS Tate ()
- USS Tatnuck (, ATA-195)
- USS Tatoosh ()
- USS Tattnall (APD-19, DDG-19)
- USS Tatum (APD-81)
- USS Taupata ()
- USS Taurus (, PHM-3)
- USS Taussig (DD-746)
- USS Tautog (SS-199, SSN-639)
- USS Tavibo ()
- USS Tawah ()
- USS Tawakoni (ATF-114)
- USS Tawasa (ATF-92)
- USS Taylor (DD-94, DD-468, FFG-50)
- USS Tazewell ()
- USS Tazha ()

## Tc-Te
- USS Tchifonta ()
- USS Teaberry ()
- USS Teak ()
- USS Teal ()
- USS Teaser (1861, 1916)
- USS Tech III ()
- USS Tech Jr. (1912)
- USS Tecumseh (1863, YT-24, YT-273, SSBN-628)
- USS Tekesta (ATF-93)
- USS Telamon (ARB-8)
- USS Telfair ()
- USS Tellico ()
- USS Tempest (1869, PC-2)
- USS Temptress ()
- USS Tenacity (AGOS-17)
- USS Tenadores ()
- USS Tench (SS/AGSS-417)
- USS Tenedos ()
- USS Tenino ()
- USS Tennessee (1862, 1863, 1869, ACR-10, BB-43, SSBN-734)
- USS Tensas ()
- USS Tensaw ()
- USS Tercel (MSF-386)
- USS Terebinth ()
- USS Teresa ()
- USS Tern (, )
- USS Ternate ()
- USS Terrebonne Parish (LST-1156)
- USS Terrell County (LST-1157)
- USS Terrier (, )
- USS Terror (1869, BM-4, CM-5)
- USS Terry (DD-25, DD-513)
- USS Tesota ()
- USS Teton ()
- USS Tetonkaha ()
- USS Texan ()
- USS Texas (1892, BB-35, CGN-39, SSN-775)

## Th
- USS Thach (FFG-43)
- USS Thaddeus Parker ()
- USS Thalia ()
- USS Thane ()
- USS Thatcher (DD-162, DD-514)
- USS The Sullivans (DD-537, DDG-68)
- USS Theenim ()
- USS Thelma ()
- USS Theodore E. Chandler (DD-717)
- USS Theodore Roosevelt (1906, SSBN-600, CVN-71)
- USS Theta ()
- USS Thetis (, , )
- USS Thetis Bay (CVE-90)
- USS Thistle (, )
- USS Thomas (DD-182, DE-102)
- USS Thomas A. Edison (SSBN-610)
- USS Thomas Blackhorne ()
- USS Thomas Buckley ()
- USS Thomas C. Hart (FF-1092)
- USS Thomas Corwin ()
- USS Thomas E. Fraser (MMD-24)
- USS Thomas F. Nickel (DE-587)
- USS Thomas Freeborn ()
- R/V Thomas G. Thompson (AGOR-9, AGOR-23
- USS Thomas Graham ()
- USS Thomas H. Barry ()
- USS Thomas Henrix ()
- USS Thomas Hudner (DDG-116)
- USS Thomas J. Gary (DER-326)
- USS Thomas Jefferson (APA-30, SSBN-618)
- USS Thomas Laundry ()
- USS Thomas S. Gates (CG-51)
- USS Thomas Stone ()
- R/V Thomas Washington (AGOR-10)
- USS Thomason ()
- USS Thomaston (LSD-28)
- USS Thompson (DD-305, DD-627)
- USS Thor (ARC-4)
- USS Thorn (DD-647, DD-988)
- USS Thornback (SS-418)
- USS Thornborough ()
- USS Thornhill (DE-195)
- USS Thornton (, )
- USS Thrasher (SS-26, SP-546, MSC-203)
- USS Threadfin (SS-410)
- USS Threat (MSF-124)
- USS Thresher (SS-200, SSN-593)
- USS Thrush (, MSC-204)
- USS Thuban (LKA-19)
- USS Thunder ()
- USS Thunderbolt (PC-12)
- USS Thunderer (1869)
- USS Thurston ()

## Ti-Tl
- USS Tiburon (SS-529)
- USS Tickler (1812)
- USS Ticonderoga (1814, 1863, 1918, CV-14, CG-47)
- USS Tide (SP-953)
- USS Tidewater (AD-31)
- USS Tiger (Id. No. 1640, WPC-152)
- USS Tigress (1813, 1861, 1871, 1905)
- USS Tigrone (AGSS-419)
- USS Tilefish (SS-307)
- USS Tillamook (AT-16, SP-269, ATA-192)
- USS Tillman (DD-135, DD-641)
- USS Tills (DE-748)
- USS Timbalier (AVP-54)
- USS Timber Hitch (AGM-17)
- USS Timmerman (DD-828)
- USS Timor (1861)
- USS Tingey (TB-34, DD-272, DD-539)
- USS Tingles (AG-144)
- USS Tinian (CVE-123)
- USS Tinosa (SS-283, SSN-606)
- USS Tinsman (DE-589)
- USS Tioga (1862, 1916)
- USS Tioga County (LST-1158)
- USS Tippecanoe (1862, AO-21, T-AO-199)
- USS Tipton (AKA-215)
- USS Tirante (SS-420)
- USS Tiru (SS-416)
- USS Tisdale (DE-33)
- USS Titan (AGOS-15)
- USS Titania (AK-55)
- USS Tivives (1911)
- USS Tjikembang (1914)
- USS Tjisondari (1915)
- USS Tlingit (YTB-497)

## To
- USS Toad ()
- USS Tocobaga ()
- USS Tocsam ()
- USS Todd ()
- USS Toiler ()
- USS Toka ()
- USS Token ()
- USS Toledo (CA-133, SSN-769)
- USS Tolland ()
- USS Tollberg (APD-103)
- USS Tolman (MMD-28)
- USS Tolovana (AO-64)
- USS Tolowa ()
- USS Tom Bowline (1814)
- USS Tom Green County (LST-1159)
- USS Tomahawk (, )
- USS Tomatate (SS-421)
- USS Tombigbee (AOG-11)
- USS Tomich (DE-242)
- USS Tommy Traddles ()
- USS Tonawanda (1864, ANL-89)
- USS Tonkawa (, )
- USS Tonopah, (BM-8)
- USS Tonowek Bay ()
- USS Tonti ()
- USS Tontogany ()
- USS Tooele ()
- USS Topa Topa ()
- USS Topawa ()
- USS Topaz ()
- USS Topeka (PG-35, CL-67, SSN-754)
- USS Topenebee ()
- USS Topila ()
- USS Torch ()
- USS Torchwood ()
- USS Tornado (PC-14)
- USS Toro (SS-422)
- USS Torpedo ()
- USS Torrance ()
- USS Torrington ()
- USS Torry ()
- USS Torsk (SS-423)
- USS Tortola ()
- USS Tortuga (LSD-26, LSD-46)
- USS Totem Bay ()
- USS Toucan ()
- USS Toucey (DD-282)
- USS Tourist ()
- USS Tourmaline ()
- USS Towaliga ()
- USS Towers (DDG-9)
- USS Towhee ()
- USS Towner ()
- USS Townsend ()
- USS Toxaway ()

## Tr
- USS Trabajador ()
- USS Tracer ()
- USS Tracker ()
- USS Tracy (DD-214)
- USS Traffic ()
- USS Tramp ()
- USS Tranquillity ()
- USS Transfer ()
- USS Trapper ()
- USS Trathen (DD-530)
- USS Traveler (SP-122)
- USS Traveller (1805)
- USS Traverse County (LST-1160)
- USS Travis ()
- USS Traw ()
- USS Treasure ()
- USS Trefoil (, )
- USS Trego ()
- USS Trembler (SS-424)
- USS Trenton (1876, CL-11, LPD-14)
- USS Trepang (SS-412, SSN-674)
- USS Trever (DD-339/DMS-16/AG-110)
- USS Triana (, )
- USS Triangulum ()
- USS Trident ()
- USS Trieste (1953)
- USS Trieste II (DSV-1)
- USS Trigger (SS-237, SS-564)
- USS Trilby ()
- USS Trimount ()
- USS Tringa (ASR-16)
- USS Trinity ()
- USS Tripoli (CVE-64, LPH-10)
- USS Trippe (1812, DD-33, DD-403, DE-1075/FF-1075)
- USS Tristram Shandy ()
- USS Triton (YT-10, SS-201, SSN-586)
- USS Tritonia ()
- USS Triumph (AGOS-4)
- USS Trocadero Bay ()
- USS Troilus ()
- USS Trollope ()
- USS Trouncer ()
- USS Troup ()
- USS Trousdale ()
- USS Trout (SS-202, SS-566)
- USS Truant ()
- USS Truckee (AO-147)
- USS Truett (FFT-1095)
- USS Trumbull (, , )
- USS Trumpeter (DE-180)
- USS Trumpetfish (SS-425)
- USS Trutta (SS-421)
- USS Truxtun (1842, DD-14, DD-229, APD-98, CGN-35, DDG-103)
- USS Tryon ()

## Tu
- USS Tucana ()
- USS Tucker (DD-57, DD-374)
- USS Tucson (CL-98, SSN-770)
- USS Tucumcari ()
- USS Tudno ()
- USS Tulagi (CVE-72)
- USS Tulare (LKA-112)
- USS Tularosa ()
- USS Tulip (, )
- USS Tullibee (SS-284, SSN-597)
- USS Tulsa (CA-129)
- USS Tuluran ()
- USS Tumult ()
- USS Tuna (SS-27, SP-664, SS-203)
- USS Tunica (ATA-178)
- USS Tunis ()
- USS Tunisien ()
- USS Tunny (SS-282, SSN-682)
- USS Tunxis (1864, ANL-90)
- USS Tupelo ()
- USS Turaco ()
- USS Turandot ()
- USS Turbot (SS-31, SS-427)
- USS Turkey (, )
- USS Turner (DD-259, DD-648, DD-834)
- USS Turner Joy (DD-951)
- USS Turquoise ()
- USS Turtle (1775, DSV)
- USS Tuscaloosa (CA-37, LST-1187)
- USS Tuscana ()
- USS Tuscarora (1861, ATA-245)
- USS Tuscola (YT-280)
- USS Tuscumbia (1862, YTB-762)
- USS Tusk (SS-426)
- USS Tutahaco (YTB-524)
- USS Tutuila (PG-44, ARG-4)
- USS Tweedy (DE-532)
- USS Twiggs (DD-127, DD-591)
- USS Twilight ()
- USS Twin Falls (AGM-11)
- USS Twining (DD-540)
- USS Two Sisters (1856)
- USS Tybee (1895)
- USS Tyee (1884)
- USS Tyler (1857)
- USS Typhon (ARL-28)
- USS Typhoon (PC-5)
- USS Tyrrell (AKA-80)